# Ateneu Científic, Artístic i Literari de València
L'Ateneu Científic, Artístic i Literari de València fou una entitat cultural que va funcionar durant l'últim terç del segle xix i les primeres dècades del XX en la ciutat de València, que durant el Sexenni Democràtic i la Restauració borbònica va acollir bona part dels científics i intel·lectuals valencians.
Després d'un intent de creació en 1868, l'Ateneu Científic, Literari i Artístic de València es va consolidar en 1870 sobre una associació d'estudiants anterior.
De 1870 a 1876 va publicar un butlletí en castellà, que el 1872 es va fer ressò dels assaigs positivistes de Lluís Simarro i Lacabra.
Van ser alguns dels seus presidents Eduardo Atard Llobell, Vicent Wenceslau Querol i Campos, Cristòfol Pascual i Genís (vicepresident el 1869 i president el 1877), Manuel Candela, José Puig Boronat, Teodor Llorente i Olivares, o Francisco Moliner. I va comptar entre els seus socis amb noms com a Julio Peris Brell, Trinitario Ruiz Capdepón, i Vicent Blasco Ibáñez
Encara que l'Ateneu ja no era, com en els seus orígens, una associació juvenil, sempre va comptar amb presència d'estudiants, fonamentalment universitaris, que van utilitzar la seua protecció i instal·lacions per a constituir acadèmies i societats on aprofundir en els seus estudis i realitzar sessions i activitats, fonamentalment científiques.
L'Ateneu, que ja estava molt debilitats no va sobreviure a la Guerra Civil. Els béns que del mateix no es van perdre, sobretot artístics, com la galeria de retrats, van anar a parar a l'Escola d'Artesans.